# Новоусманский район
Новоу́сманский райо́н — административно-территориальная единица (район) и муниципальное образование (муниципальный район) на севере Воронежской области России.
Административный центр — село Новая Усмань.

## География
Новоусманский район расположен в северной части Воронежской области, в пригородной зоне города Воронежа, и граничит: с севера — с Рамонским и Верхнехавским районами; с запада — примыкает непосредственно к городской черте города Воронежа; с юга — с Каширским районом; с востока — с Панинским районом Воронежской области.
Площадь района — 1320 км². Основные реки — Хава, Усмань, Тамлык, Тавровка.

## История
В XVI в. у места впадения р. Усмань в реку Воронеж стали селиться рязанские бортники, рыболовы, охотники. С построением Воронежской крепости эти места отошли к Воронежу. А вслед за появлением сел и деревень на Репной поляне, Бабяково, Усмань-Собакина, Рыкань и других началось освоение территории.
В 1601 – 1602 гг. на р. Усмани на лесной поляне воронежский воевода В.В. Собакин поселил людей, тем самым дав начало деревеньке, которая стала именоваться по его фамилии – «Собакиной Усманью». В первой половине XVII века исторические документы сообщали об Усманском стане Воронежского уезда как важной административной единице.
С проведением через него Белгородской защитной линии и построением здесь таких сторожевых городов как: Орлово (1646 г.), Хреновое (1653 г.) и других, край стал быстро заселяться.
Однако массовое заселение территории района началось со второй половины XVII века, когда границы России отошли на юг и прекратились набеги кочевых народов. В нач. XVIII в. здесь образуются населенные пункты преимущественно двух типов: во-первых, села (деревни) служилых людей, однодворцев, крестьян – выходцев из центральных уездов России, а во-вторых – владельческие хутора – центры землевладений. При реках во второй половине XVIII в. было организовано достаточно много небольших промышленных предприятий: винокуренные, салотопенные и кирпичные заводы.
Новоусманский район – один из самых насыщенных «владельческими» селами и усадьбами районов. Причем здесь размещались, преимущественно, воронежские дворянские семьи. В нач. XX в. здесь имели по нескольку усадеб такие известные воронежские фамилии как Тулиновы, Веневитиновы, Самбикины, Паренаго, Шуриновы, Лутовиновы и т.д.
На территории района практически не было обширных «экономий» (за исключением Софьинской экономии, бар. Сталь-фон-Гольштейн на территории современного Никольского сельского поселения), которые характерны для большинства районов области.
Экономическое развитие региона особенно усилилось с прокладкой в 1868 – 1871 г.г. железных дорог – «Грязи – Воронеж» и «Воронеж – Лиски». Вдоль железной дороги, образуются небольшие станции: Шуберское, Синицино, Тресвятское, получавшие названия от расположенных неподалёку населенных мест, но к настоящему времени, значительно их «переросшие».
В конце XIX в. практически во всех селах действовали школы, а в нач. XX в., особенно в 1910 гг. Воронежским уездным земством массово строятся школьные здания. Например, в с. Орлово первая земская школа была открыта в 1872 г. В 1910 г. для неё строится новое здание, а в 1914 г. в селе открывается вторая земская школа. В с. Рогачевка первая школа (на 150 учащихся) была открыта в 1890-е гг, в 1912г. выстроено такое же по вместительности учебное здание. В Бабяково действовало 3 школы, в Новой Усмани – 3 школы и сельскохозяйственное училище. Примечательно, что в 1904г. в с. Рождественская Хава было открыто Ремесленное училище и для него выстроен целый комплекс специализированных зданий. Идентичный комплекс в эти же годы появился в уездном г. Богучаре.
В начале XX в. в селах открываются кредитные товарищества, для них также строятся специальные здания (например, Рождественско-Хавское). Интересно, что неподалёку от Рождественской Хавы имел усадьбу известный воронежский архитектор С.Л. Мысловский («Ивановка») и, вероятно, он же запроектировал здание кредитного дома в Рождественской Хаве с такими «специфическими» для его творчества элементами как полуколонки, ризалиты, аркатура и пр.
После установления Советской власти в уезде с сентября 1919 года по декабрь того же года велись ожесточенные боевые действия.
В годы Великой Отечественной войны на битву с фашистами из района ушла 21 тысяча бойцов, с полей сражений домой вернулось только 9 тысяч новоусманцев.
В послевоенный период жители района делили успехи и неудачи вместе со всей страной.
С 1983 года в Новой Усмани действует краеведческий музей, насчитывающий 6 тысяч экспонатов. В районе более 20 школьных музеев Боевой и Трудовой славы, комнат Боевой Славы, различных тематических уголков.

## Население
Новоусманский район активно вовлекается в субурбанизационные процессы формирования Воронежской агломерации. Его население быстро растет, в том числе за счёт миграционного прироста.
| 1989    | 2002    | 2009    | 2010    | 2011    | 2012    |
| ------- | ------- | ------- | ------- | ------- | ------- |
| 64 182  | ↗64 275 | ↘64 186 | ↗73 034 | ↗73 079 | ↗74 451 |
| 2013    | 2014    | 2015    | 2016    | 2017    | 2018    |
| ↗75 824 | ↗77 248 | ↗79 183 | ↗80 654 | ↗81 985 | ↗83 434 |
| 2021    | 2025    |         |         |         |         |
| ↗86 930 | ↗92 353 |         |         |         |         |

### Национальный состав
По итогам переписи населения 2020 года проживали следующие национальности (национальности менее 0,1 % и другое, см. в сноске к строке «Другие»):
| Национальность | Численность, чел. | Доля     |
| -------------- | ----------------- | -------- |
| Русские        | 81 954            | 94,28 %  |
| Армяне         | 689               | 0,79 %   |
| Цыгане         | 522               | 0,60 %   |
| Украинцы       | 394               | 0,45 %   |
| Таджики        | 153               | 0,18 %   |
| Узбеки         | 127               | 0,15 %   |
| Азербайджанцы  | 87                | 0,10 %   |
| Другие         | 3004              | 3,45 %   |
| Итого          | 86 930            | 100,00 % |

## Муниципально-территориальное устройство
В Новоусманский муниципальный район входят 14 муниципальных образований со статусом сельских поселений:
| №         | Муниципальное образование                | Административный центр                      | Количество населённых пунктов | Население | Площадь, км2 |
| --------- | ---------------------------------------- | ------------------------------------------- | ----------------------------- | --------- | ------------ |
| 1         | Бабяковское сельское поселение           | село Бабяково                               | 3                             | ↘4583     | 60,40        |
| 2         | Воленское сельское поселение             | посёлок Воля                                | 2                             | ↘7703     | 64,51        |
| 2.000001  | Воронежское сельское поселение           | посёлок совхоза «Воронежский»               | 1                             | ↘1870     | 33,73        |
| 3         | Нижнекатуховское сельское поселение      | село Нижняя Катуховка                       | 2                             | →754      | 67,21        |
| 4         | Никольское сельское поселение            | посёлок 1-го отделения совхоза «Масловский» | 3                             | ↘4117     | 106,34       |
| 5         | Орловское сельское поселение             | село Орлово                                 | 4                             | ↘5030     | 99,98        |
| 6         | Отрадненское сельское поселение          | село Отрадное                               | 2                             | ↗11 079   | 33,63        |
| 7         | Рогачёвское сельское поселение           | село Рогачёвка                              | 4                             | ↗2589     | 123,87       |
| 8         | Рождественско-Хавское сельское поселение | село Рождественская Хава                    | 5                             | ↗2844     | 118,97       |
| 9         | Тимирязевское сельское поселение         | посёлок Тимирязево                          | 9                             | ↘2535     | 119,83       |
| 10        | Трудовское сельское поселение            | посёлок Трудовое                            | 4                             | ↗790      | 51,34        |
| 11        | Усманское 1-е сельское поселение         | село Новая Усмань                           | 1                             | ↗16 601   | 53,56        |
| 11.000002 | Усманское 2-е сельское поселение         | село Новая Усмань                           | 4                             | ↗21 537   | 108,62       |
| 12        | Хлебенское сельское поселение            | село Хлебное                                | 3                             | ↘992      | 63,02        |
| 13        | Хреновское сельское поселение            | село Хреновое                               | 3                             | ↗2131     | 109,92       |
| 14        | Шуберское сельское поселение             | посёлок Шуберское                           | 4                             | ↘2338     | 36,90        |

Законами Воронежской области от 14 декабря 2021 года № 148-ОЗ и № 149-ОЗ с 1 января 2022 года Воронежское сельское поселение было объединено с Никольским.
Законами Воронежской области от 25 февраля 2022 года № 3-ОЗ и № 4-ОЗ с 11 марта 2022 года Усманское 2-е сельское поселение было объединено с Усманским 1-м.

## Населённые пункты
В Новоусманском районе 54 населённых пункта, в т. ч. 20 сёл, 32 посёлка, 2 деревни.
| №  | Населённый пункт                            | Тип     | Население | Муниципальное образование                |
| -- | ------------------------------------------- | ------- | --------- | ---------------------------------------- |
| 1  | 1-го отделения совхоза «Масловский»         | посёлок | ↗3827     | Никольское сельское поселение            |
| 2  | 1-го отделения совхоза «Новоусманский»      | посёлок | ↘1185     | Бабяковское сельское поселение           |
| 3  | 2-го отделения совхоза «Масловский»         | посёлок | ↗335      | Никольское сельское поселение            |
| 4  | 2-го отделения совхоза «Новоусманский»      | посёлок | ↗189      | Бабяковское сельское поселение           |
| 5  | Александровка                               | село    | ↗1370     | Отрадненское сельское поселение          |
| 6  | Андреевка                                   | посёлок | ↘81       | Трудовское сельское поселение            |
| 7  | Бабяково                                    | село    | ↗3311     | Бабяковское сельское поселение           |
| 8  | Битюг                                       | посёлок | ↗17       | Хлебенское сельское поселение            |
| 9  | Благодатный                                 | посёлок | →0        | Трудовское сельское поселение            |
| 10 | Веневитинский                               | посёлок | ↘1        | Шуберское сельское поселение             |
| 11 | Волна-Шепелиновка                           | посёлок | ↗20       | Хреновское сельское поселение            |
| 12 | Воля                                        | посёлок | ↘7697     | Воленское сельское поселение             |
| 13 | Горенские Выселки                           | село    | ↘557      | Тимирязевское сельское поселение         |
| 14 | Горки                                       | село    | ↗389      | Орловское сельское поселение             |
| 15 | Дружелюбие                                  | посёлок | ↘204      | Рогачёвское сельское поселение           |
| 16 | Казанская Хава                              | село    | ↘126      | Тимирязевское сельское поселение         |
| 17 | Крыловка                                    | село    | ↗161      | Тимирязевское сельское поселение         |
| 18 | Лекарственный                               | посёлок | ↗323      | Рогачёвское сельское поселение           |
| 19 | Лутовиновка                                 | деревня | ↗9        | Тимирязевское сельское поселение         |
| 20 | Луч                                         | посёлок | ↘32       | Усманское 1-е сельское поселение         |
| 21 | Макарье                                     | село    | ↗574      | Орловское сельское поселение             |
| 22 | Маклок                                      | посёлок | ↘15       | Шуберское сельское поселение             |
| 23 | Малые Горки                                 | посёлок | ↗44       | Орловское сельское поселение             |
| 24 | Михайловка                                  | деревня | ↘688      | Тимирязевское сельское поселение         |
| 25 | Нечаевка                                    | село    | ↘246      | Усманское 1-е сельское поселение         |
| 26 | Нижняя Катуховка                            | село    | ↗604      | Нижнекатуховское сельское поселение      |
| 27 | Никольское                                  | посёлок | ↘45       | Рождественско-Хавское сельское поселение |
| 28 | Новая Усмань                                | село    | ↗36 540   | Усманское 1-е сельское поселение         |
| 29 | Новосёлки                                   | посёлок | ↗46       | Хлебенское сельское поселение            |
| 30 | Орлово                                      | село    | ↗4354     | Орловское сельское поселение             |
| 31 | Отрадное                                    | посёлок | ↗9709     | Отрадненское сельское поселение          |
| 32 | Парусное                                    | село    | ↘920      | Усманское 1-е сельское поселение         |
| 33 | Петропавловка                               | посёлок | ↘131      | Рождественско-Хавское сельское поселение |
| 34 | Плясово-Китаево                             | посёлок | ↘1        | Рождественско-Хавское сельское поселение |
| 35 | Плясово-Снежково                            | посёлок | →12       | Рождественско-Хавское сельское поселение |
| 36 | Подклетное                                  | село    | ↘179      | Усманское 1-е сельское поселение         |
| 37 | Посёлок совхоза «Воронежский»               | посёлок | ↘1870     | Никольское сельское поселение            |
| 38 | Ракитное                                    | посёлок | ↗16       | Воленское сельское поселение             |
| 39 | Рогачёвка                                   | село    | ↗1820     | Рогачёвское сельское поселение           |
| 40 | Рождественская Хава                         | село    | ↗2646     | Рождественско-Хавское сельское поселение |
| 41 | Рыкань                                      | село    | ↘847      | Хреновское сельское поселение            |
| 42 | Садовый                                     | посёлок | ↗205      | Тимирязевское сельское поселение         |
| 43 | Софьино                                     | посёлок | →0        | Никольское сельское поселение            |
| 44 | Стахановский                                | посёлок | ↘19       | Шуберское сельское поселение             |
| 45 | Тамлык                                      | посёлок | ↗7        | Рогачёвское сельское поселение           |
| 46 | Тимирязево                                  | посёлок | ↗750      | Тимирязевское сельское поселение         |
| 47 | Трудовое                                    | посёлок | ↗512      | Трудовское сельское поселение            |
| 48 | Трудолюбовка                                | село    | ↘101      | Нижнекатуховское сельское поселение      |
| 49 | Успенская Хава                              | посёлок | ↗15       | Тимирязевское сельское поселение         |
| 50 | Ушановка                                    | село    | ↗97       | Тимирязевское сельское поселение         |
| 51 | Хлебное                                     | село    | ↗914      | Хлебенское сельское поселение            |
| 52 | Хреновое                                    | село    | ↘999      | Хреновское сельское поселение            |
| 53 | Шуберское                                   | посёлок | ↗2150     | Шуберское сельское поселение             |
| 54 | Южного отделения совхоза имени Дзержинского | посёлок | ↘186      | Трудовское сельское поселение            |

## Экономика
В районе развито сельское хозяйство, специализирующееся на производстве и выращивании зерна, сахарной свёклы, подсолнечника, рапса, сои, овощей и фруктов по прогрессивным технологиям. На территории района находится 97 464 га сельскохозяйственных угодий, из них — 77 955 га пашни. В последние годы в районе активно развивается животноводческая отрасль сельского хозяйства.
Промышленность Новоусманского муниципального района представлена десятью предприятиями, в том числе 7 предприятий обрабатывающих производств, среди них предприятие «Блеск» в селе Бабяково.

## Транспорт
По территории района проходят: федеральная автомагистраль М-4 «Дон», федеральные дороги А-144 «Курск—Воронеж—Борисоглебск» до магистрали «Каспий» и 1Р 193 «Воронеж-Тамбов». Протяжённость автодорог с твёрдым покрытием по району составляет 333,2 км.. По территории района проходит  около 12 км линии Юго-Восточной железной дороги (остановочные пункты Шуберское и Синицыно, Станция Тресвятская).

## Достопримечательности

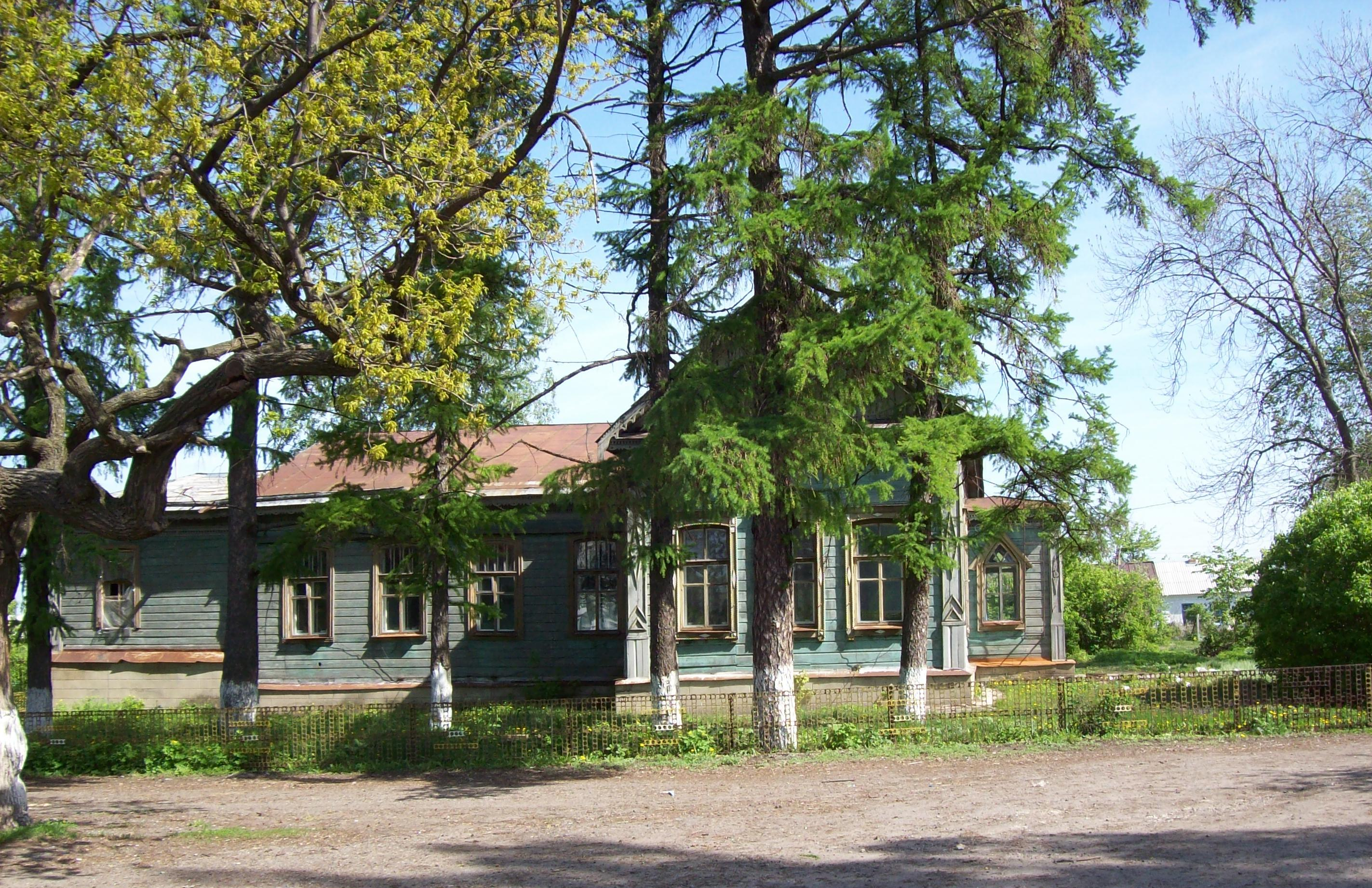
Старинный дом в с. Хлебном Новоусманского района

- В посёлке Тамлык находится памятник археологии — Курганный могильник «Тамлык», эпоха бронзы (2 тыс. лет до н. э.).
- Церковь Покрова Пресвятой Богородицы в селе Отрадное (объект культурного наследия областного значения).